# Prinsjesdag

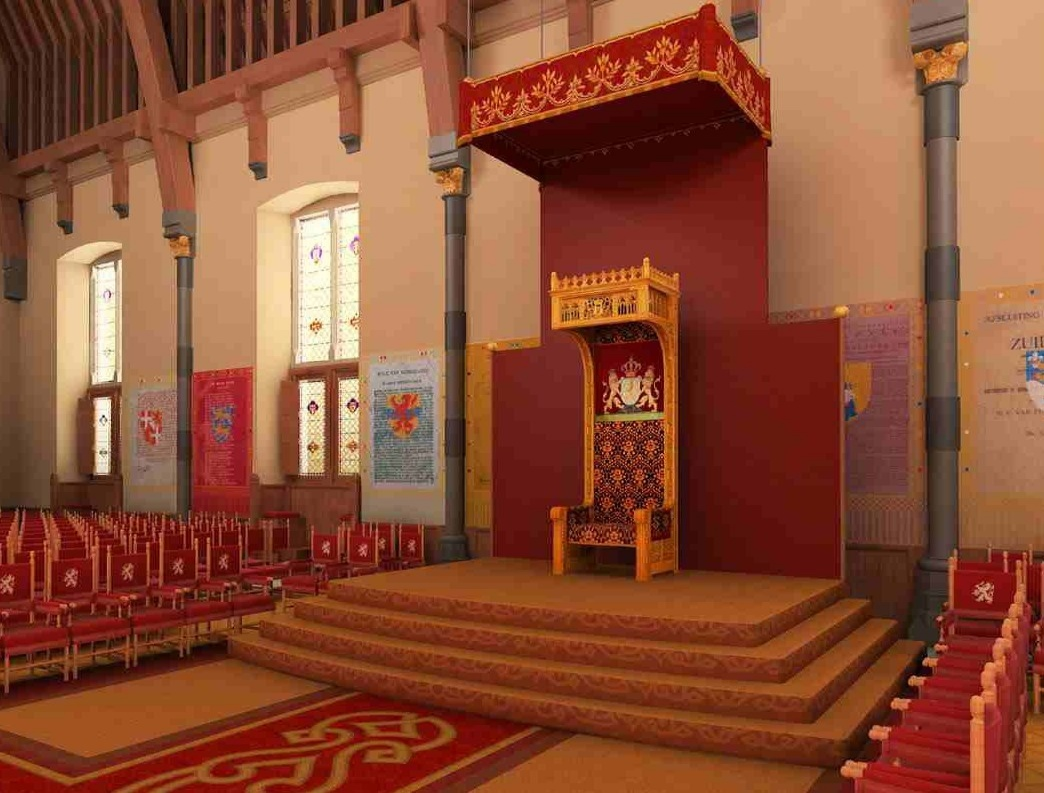
Trůn v Rytířském sále, ze kterého hlava státu pronáší svoji řeč

Třetí úterý v září, které se nazývá Prinsjesdag (česky: Den princů), je důležitým dnem nizozemského politického dění. V tento den pronáší hlava státu královskou řeč během společného zasedání nizozemských Generálních stavů. V projevu je zformulován vládní program pro následující rok. Prinsjesdag probíhá za doprovodu mnoha rituálů.
Článek 65 nizozemské ústavy stanovuje, že třetí úterý v září (...) je králem, nebo jeho jménem, proneseno prohlášení o vládní politice během společného zasedání Generálních stavů. Ve článku 105 odstavec 2 se píše, že společně s touto událostí probíhá také předkládání rozpočtu.
Dále následují všeobecné rozpravy v Dolní komoře, po kterých je projednáváno i rozpočtové memorandum (tzv. "miliónová nóta")

## Historie
Kolem roku 1930 se název „Prinsjesdag“ začal používat pro zasedání Nizozemských generálních stavů a v roce 1931 byla tato ceremonie poprvé natočena. Až v roce 1983 stanovila ústava, že se jedná především o den, kdy se pronáší královská řeč.

## Ceremonie

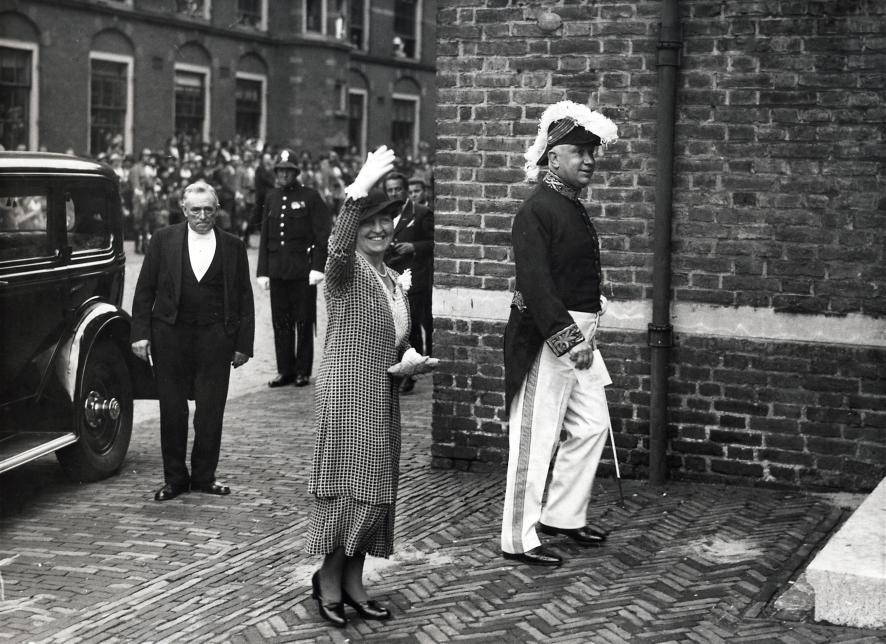
Ministr spravedlnosti Van Schaik přichází v uniformě k Rytířskému sálu, Prinsjesdag 1934

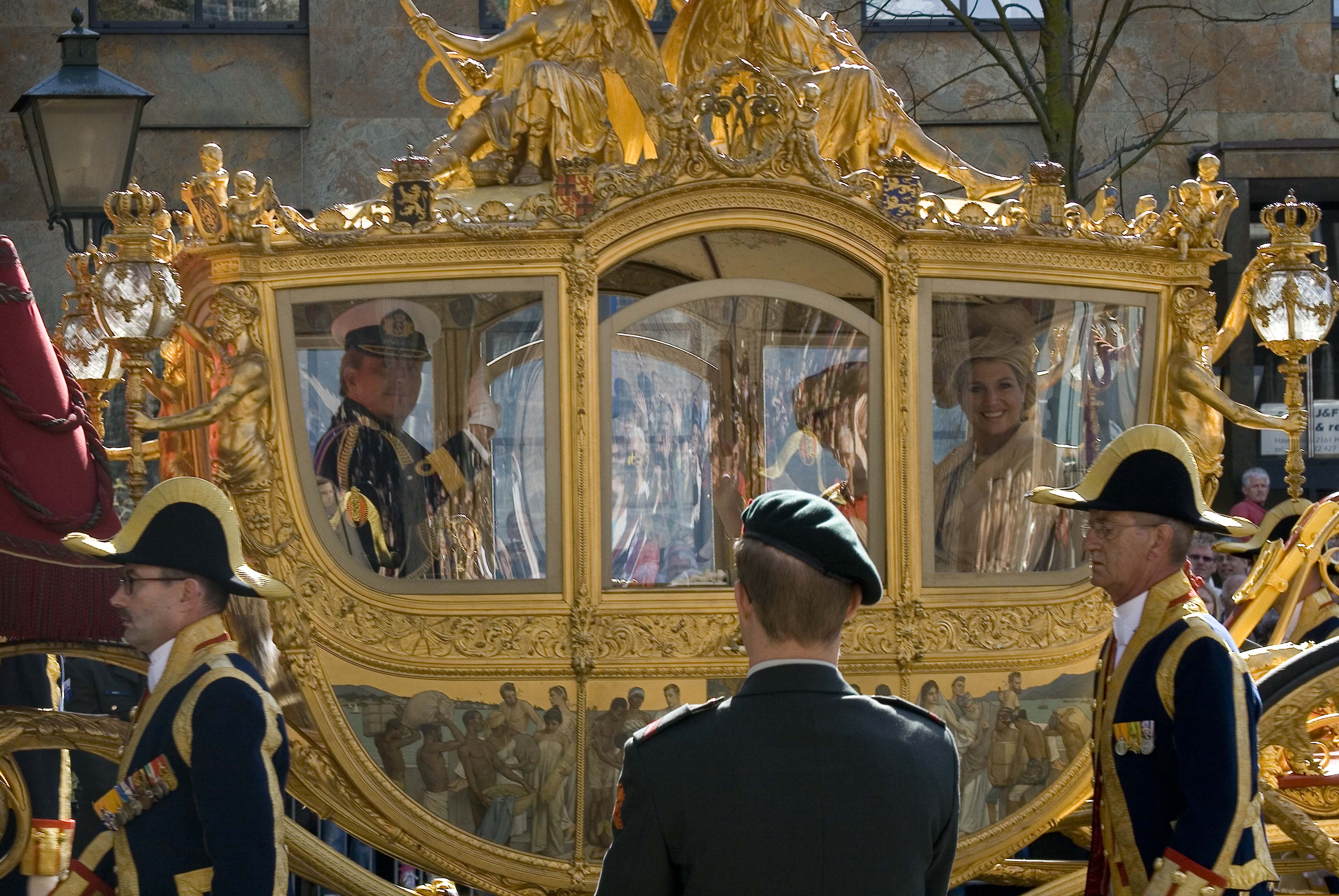
Zlatý kočár, Prinsjesdag 2007

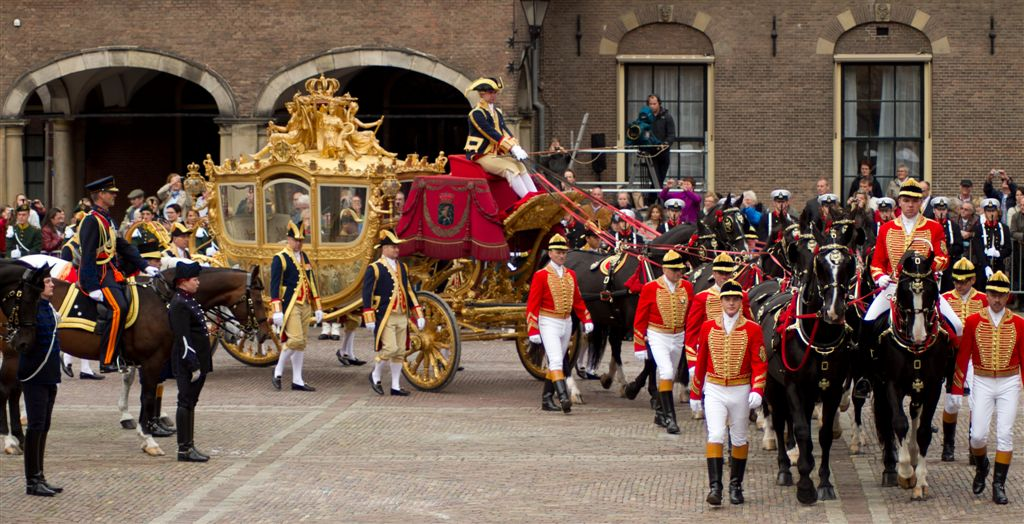
Zlatý kočár, Prinsjesdag 2011

Před projevem z trůnu prochází královský průvod Haagem. Král a nejdůležitější členové královské rodiny projíždějí ve Zlatém kočáře mezi královským palácem Noordeinde a Rytířským sálem. Tento zvyk pochází z roku 1912, kdy byl používán Skleněný kočár. Ten je dnes používán pouze při generálce Prinsjesdag. Skleněný kočár bude součástí ceremonie do roku 2019, protože v současnosti probíhají na Zlatém kočáře restaurační práce.
Průvod začíná ve 12:50 hodin u královského paláce Noordeinde a končí u Rytířského sálu v 13:15 hodin, načež začíná čtení řeči. Kolem 14:00 se průvod odebírá zpět ke královskému paláci. Král při odchodu salutuje před zástavou armádní jednotky, která je seřazena před palácem Binnenhof, zatímco hraje národní hymna Wilhelmus. Poté nastupuje zpět do Zlatého kočáru.

### Trasa
Trasa nevede tou nejkratší cestou od královského paláce do paláce Binnenhof, sídla Generálních stavů fungujícího již po staletí. Obvykle trasa vede od Noordeinde ulicemi Heulstraat, Kneuterdijk, Lange Voorhout, Tournooiveld, Korte Vijverberg a je dlouhá něco málo přes jeden kilometr. Do roku 1925 projížděl kočár hlavní Místodržitelskou bránou. Kvůli zvýšení úrovně ulice již nebylo možné projet Zlatým kočárem touto bránou, a proto nyní k parlamentu kočár přijíždí zadními bránami (Vnitřní a Mořicovou bránou).

### Čestná stráž

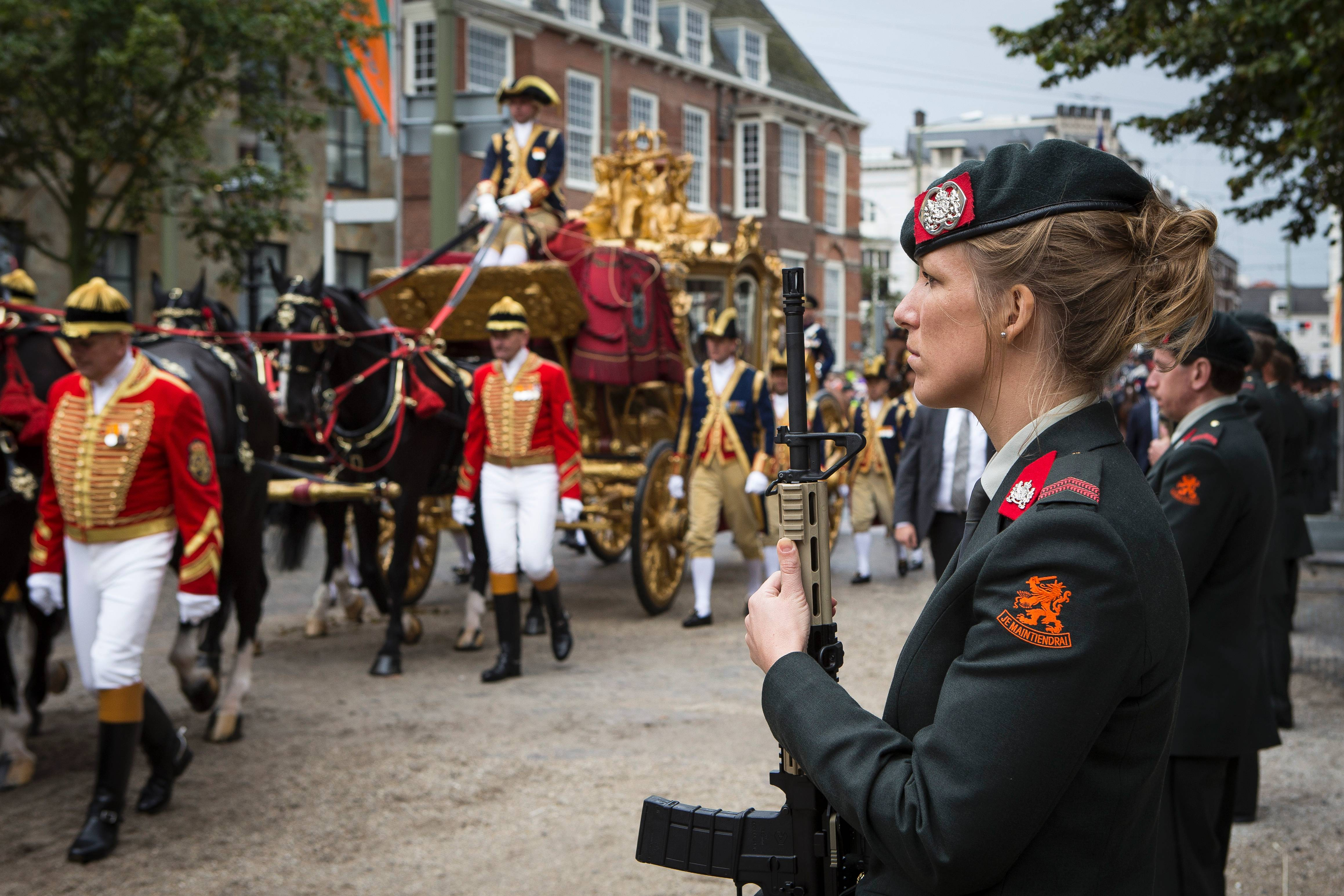
Vojáci v čestné stráži, 2015

Královský průvod mimo jiné doprovází veliká vojenská přehlídka. Na trase jsou čestné stráže a orchestry všech složek ozbrojených sil. Před palácem Noordeinde stojí Nizozemské královské letectvo a Nizozemská námořní pěchota se svými orchestry. Tyto skupiny hrají státní hymnu, když král opouští královský palác a přijíždí k Rytířskému sálu. Na trase je rozloženo několik oddílů aktivních záloh, ale i jiné samostatné jednotky, jako jsou výsadkové brigády.
Civilní obyvatelstvo je zastoupeno skupinkami univerzitních studentů, které tvoří součást čestné stráže. Každoročně je zde přítomna také občanská delegace pocházející z jedné z provincií.

### Čestné salvy

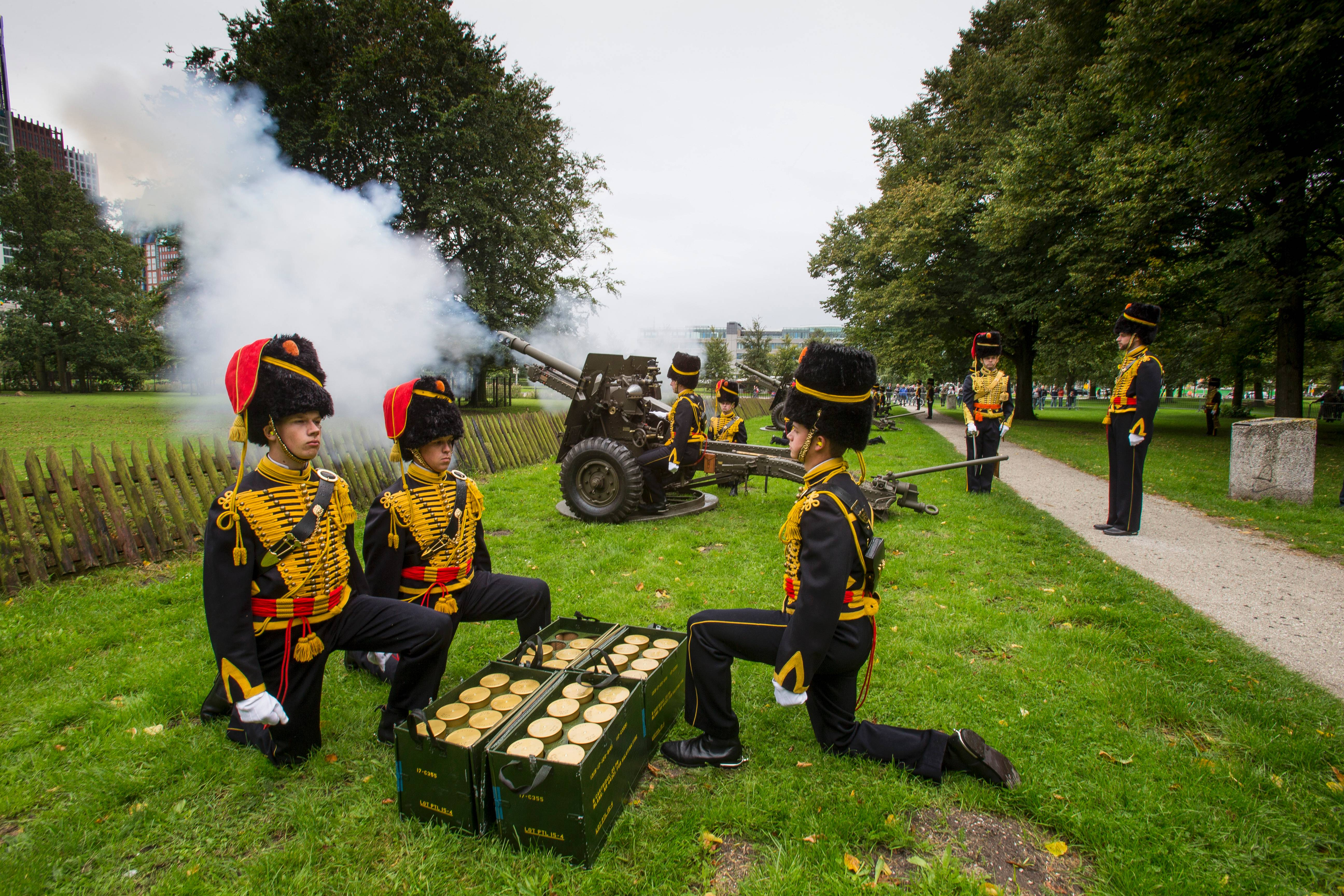
Čestné salvy, Prinsjesdag 2015

Po celou dobu od králova odjezdu z paláce Noordeinde probíhají slavnostní salvy, které jsou odpalovány z prostranství Malieveld.

### Královská řeč

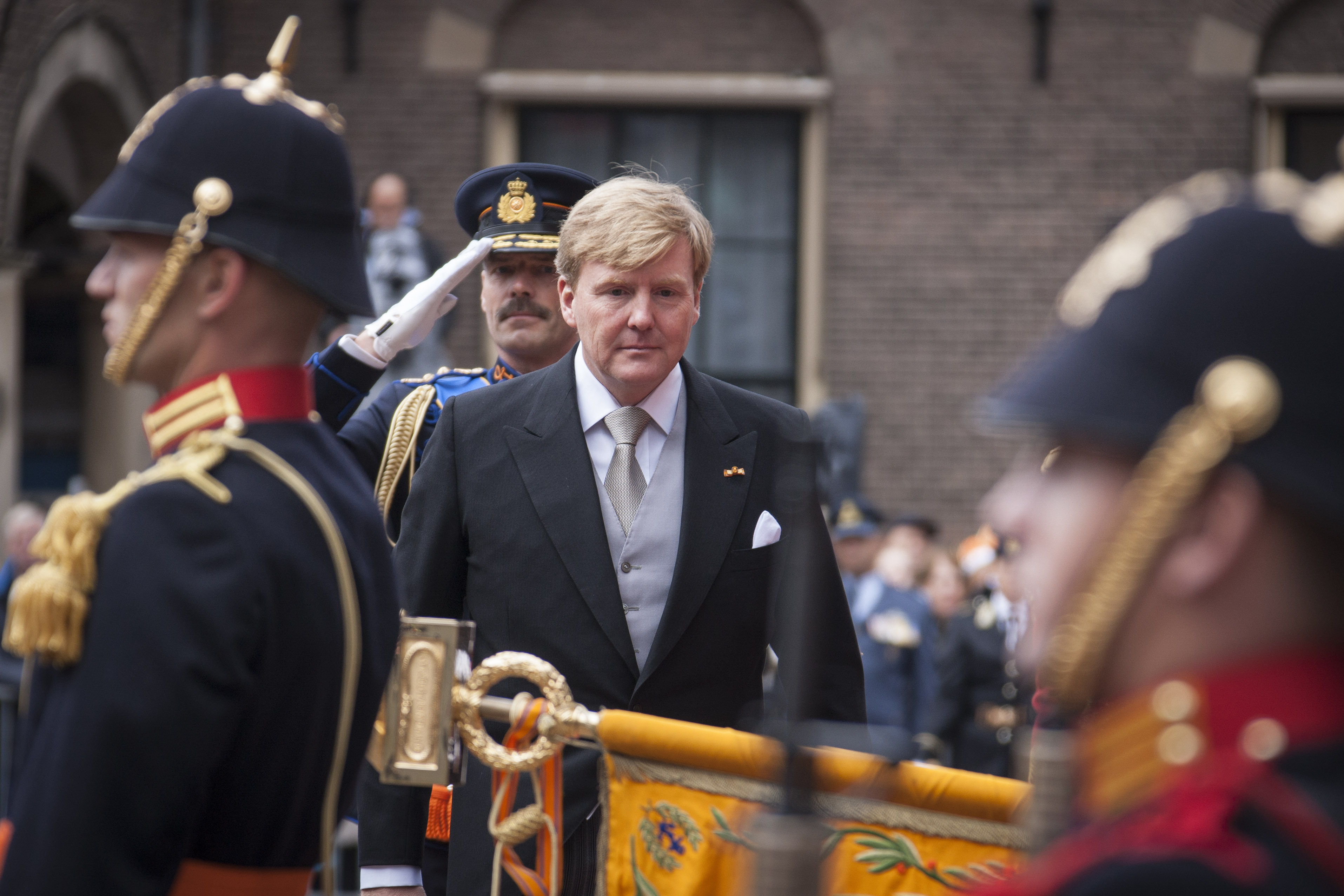
Král Willem-Alexander během příjezdu do Rytířského sálu (Prinsjesdag 2013)

Král před Rytířským sálem salutuje před nastoupenou vojenskou složku za doprovodu státní hymny Wilhelmus. Poté je i s doprovodem přijat speciální uvítací komisí, která je zavede na místa. Předseda shromáždění Nizozemských generálních stavů oznámí příchod hlavy státu zvoláním slova „Král!“. Všichni přítomní v tomto momentě povstanou, než král usedne na trůn. Král poté přečte projev z trůnu, který tradičně začíná slovy: „Členové Generálních stavů...“. Po přečtení královské řeči zvolá předseda shromáždění Generálních stavů: „Ať žije král!“, načež všichni přítomní reagují jásotem „Hurá! Hurá! Hurá!“. Poté odchází král s doprovodem do blízkého Královnina pokoje a kolem 13:50 vyráží průvod zpět ke královskému paláci Noordeinde.

### Balkónová scéna
Po návratu do paláce Noordeinde následuje ve 14:00 balkónová scéna, při které lidé jásají a mavají na členy královské rodiny. stojící na balkónu paláce. Ta byla z bezpečnostních důvodů zavedena v šedesátých letech – dříve, pokud to počasí dovolilo, si královská rodina po návratu do paláce přesedla ze Zlatého kočáru do otevřeného a jela takto Haagem.
Zpočátku přicházela na balkón pouze královna a její manžel. V roce 1985 i princ Vilém-Alexandr a v roce 1988 všichni tři princové. V letech 2013 a 2014 šli na balkón král Vilém-Alexandr, královna Máxima, princ Constantijn a princezna Laurentien.
Celý ceremoniál je tradičně vysílán živě prostřednictvím stanic NOS na NPO 1 a NPO Radio 1, ale i Omroep West.

## Dokumentace

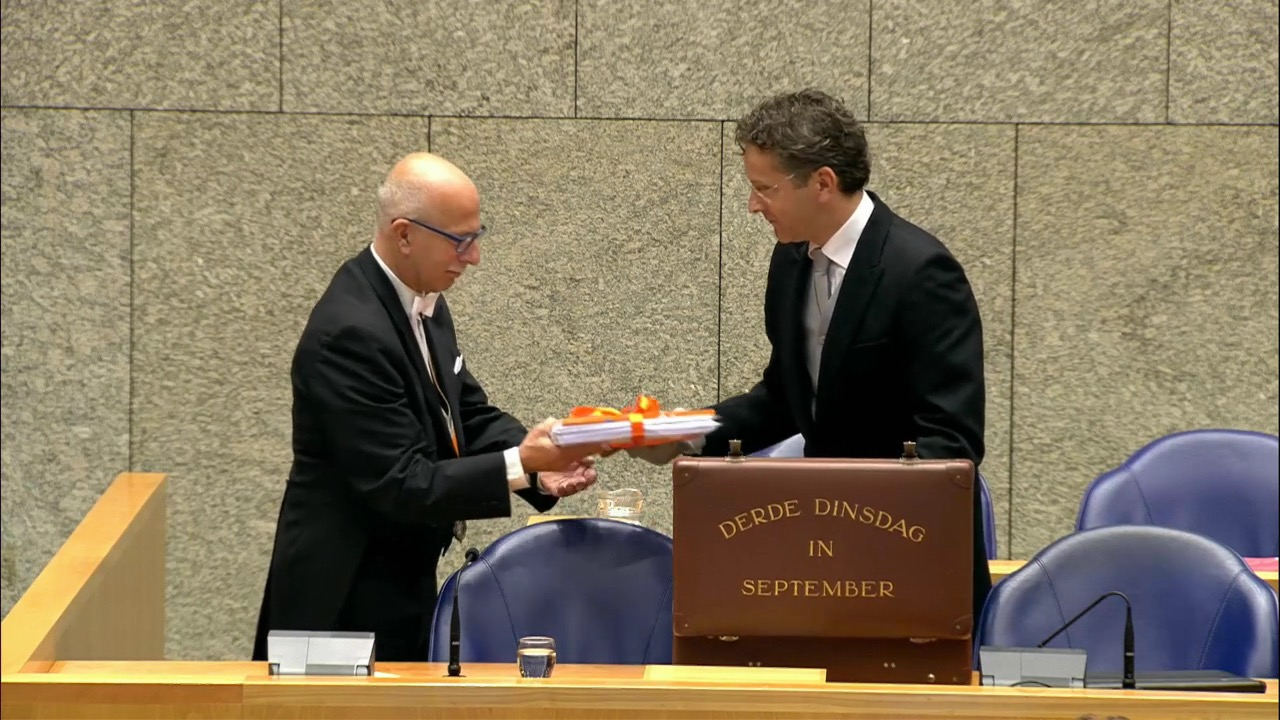
Tradiční předávání návrhu z ‚‚kufříku‘‘ v poslanecké sněmovně, Prinsjesdag 2015

Čtyři dokumenty týkající se rozpočtu zahrnují miliónovou nótu, státní rozpočet, daňový plán a návrh zákona týkající se dalších fiskálních opatření.
Ministr financí nese kufřík s nápisem „Třetí úterý v září“, ve kterém se nachází miliónová nóta. Ve skutečnosti by byl návrh v tištěné podobě příliš objemný, aby se do kufříku vešel. Nyní je rozpočet na CD. Obsah miliónové nóty je držen v tajnosti a je poskytnut pouze médiím. Ve skutečnosti ale části miliónové nóty někdy uniknou a jsou zveřejněny krátce před královskou řečí. V roce 2008 byl státní rozpočet zveřejněn již předchozí sobotu v novinách NRC Handelsblad.

## Role hlavy státu
Prinsjesdag vděčí za svou slávu zejména králi a jeho rodině. Jejich role ale bývá někdy zpochybňována. Již v roce 1872 kritizoval Abraham Kuyper královskou řeč v deníku De Standaard. S ohledem na zavedenou ministerskou povinnost z roku 1848 měl mít podle něj tuto řeč na starost jeden ze zodpovědných ministrů. V dobách své vlády nicméně Kuyper nechal tuto tradici nezměnenou.
Sto let po Kuyperovi přišel předseda poslanecké sněmovny Anne Vondeling s návrhem na změnu ceremonie: Král by neměl být při čtení své řeči obklopen členy své rodiny, nýbrž členy své vlády.

## Incidenty

### 2001
V roce 2001 se konal Prinsjesdag týden po teroristických útocích z 11. září. Z tohoto důvodu během jízdy nehrála hudba. Zlatý kočár projížděl kolem americké ambasády, kde na chvilku zastavil, aby hlava státu pozdravila americký lid. To je velmi neobvyklé, protože to není v souladu s protokolem, aby hlava státu na cestě zastavila.

### 2010

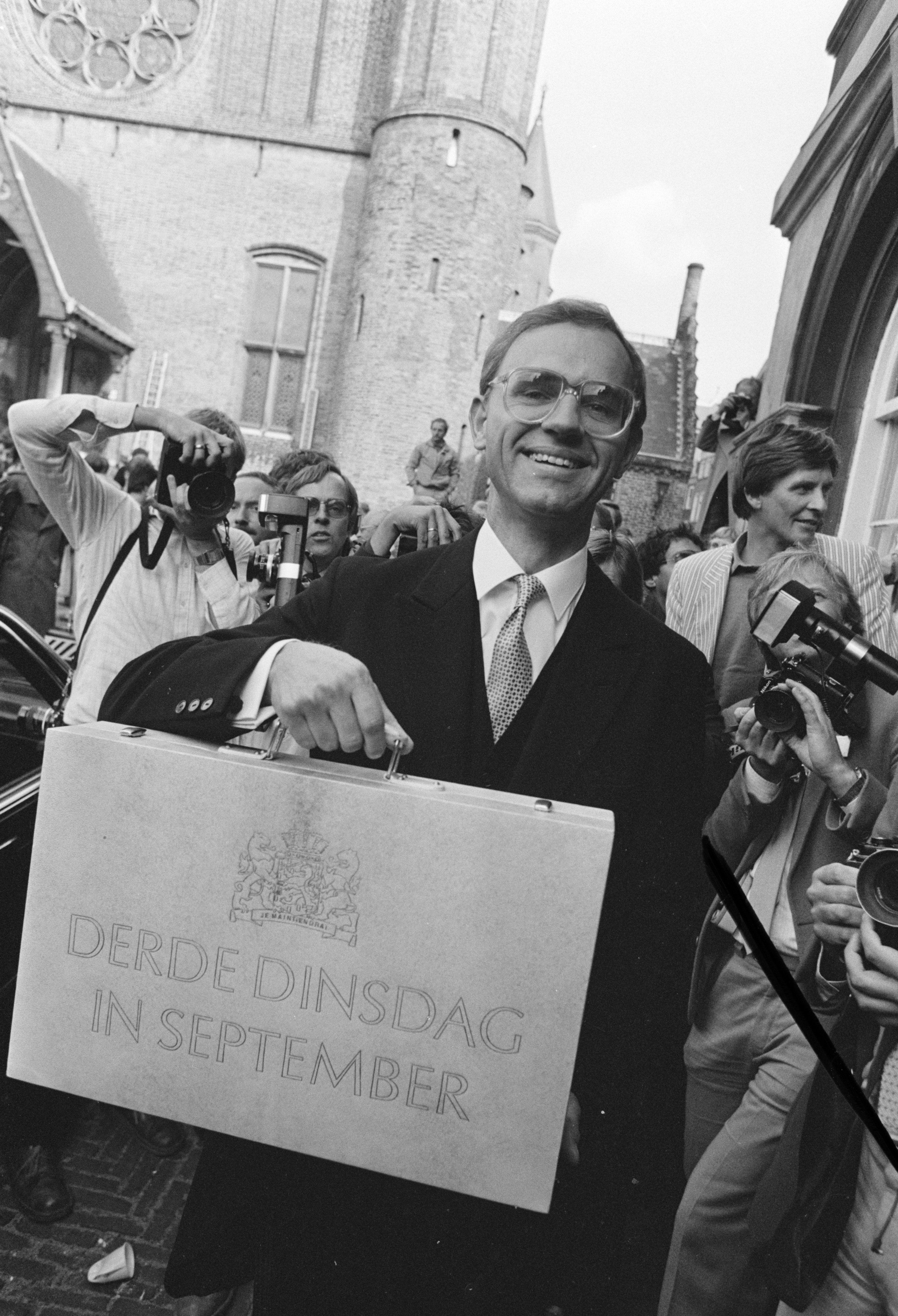
Ministr financí Onno Ruding, Prinsjesdag 1983

Královnin průvod byl 21. září 2010 lehce narušen, když 29letý muž hodil z publika více než šestisetgramovou sklenici do okna Zlatého kočáru. Podezřelý muž byl téměř okamžitě zadržen přihlížejícími a předán policii. Při vyšetření na klinice Pietera Baana bylo zjištěno, že muž trpí bludnými poruchami. Na zakladě tohoto zjištění ho soud shledal duševně nemocným a 16. září 2011 ho nechal umístit do psychiatrické léčebny až na jeden rok. Po odvolání byl 1. února 2013 odsouzen k pěti měsícům odnětí svobody. Soud zamítl nesvéprávnost muže, a tak nebyl přijat do psychiatrické léčebny.

## Zajímavosti
- Mnoho žen přítomných u vyslovování královské řeči nosí v posledních letech výrazné klobouky, které jsou později probírány v médiích. Tato tradice začala v roce 1977, kdy poslankyně Erica Terpstrová podle svých slov chtěla trochu oživit atmosféru
- V roce 1897 zvolal Johannes Hendric Donner poprvé zcela spontánně třikrát ‚‚Hurá‘‘ po hesle ‚‚Ať žije královna‘‘. Královně Vilemíně bylo tehdy 17 let a řeč pronesla její matka, královna-regentka Emma.
- V roce 1990 byly skupinky studentů z Leidenu a Delftu vyloučeny z čestné stráže na jeden rok kvůli špatnému chování z předchozího roku. Skupinka z Leidenu zapomněla v předchozím roce obřadní zbraň a skupinka z Delftu na sobě neměla správnou uniformu, zatímco zpívala oplzlé písně a mávala za Zlatým kočárem. Jejich místo převzala skupinka z Haagu.
- Koně jsou zde vystaveni různému hluku, který lze čekat během průvodu. Jedná se např. o rány, dětský křik a sleduje se, jak zareagují. Podle této reakce se vyberou koně do průvodu. Toto cvičení obvykle do Scheveningenu přiláká davy lidí.